# M'era Luna

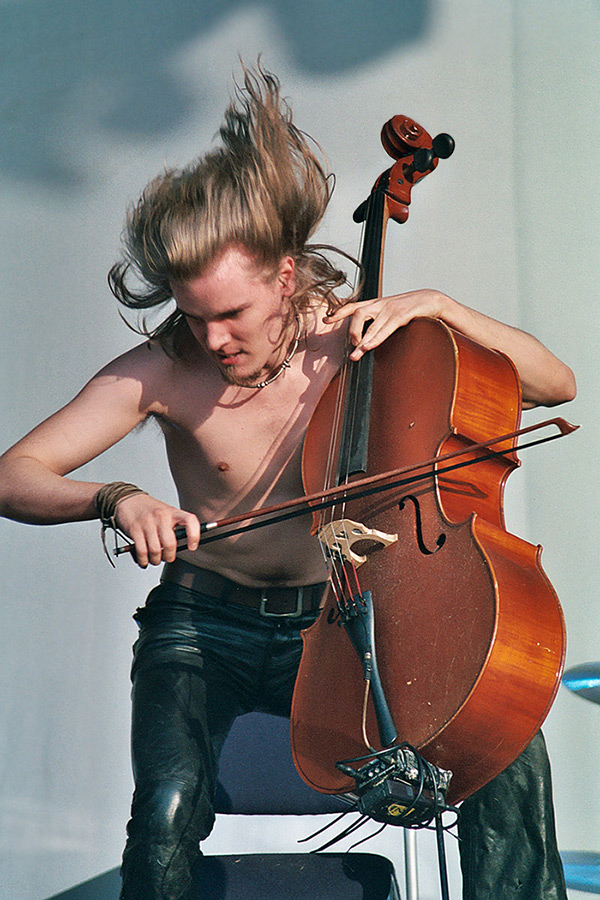
Perttu Kivilaakso van Apocalyptica op M'era Luna 2003

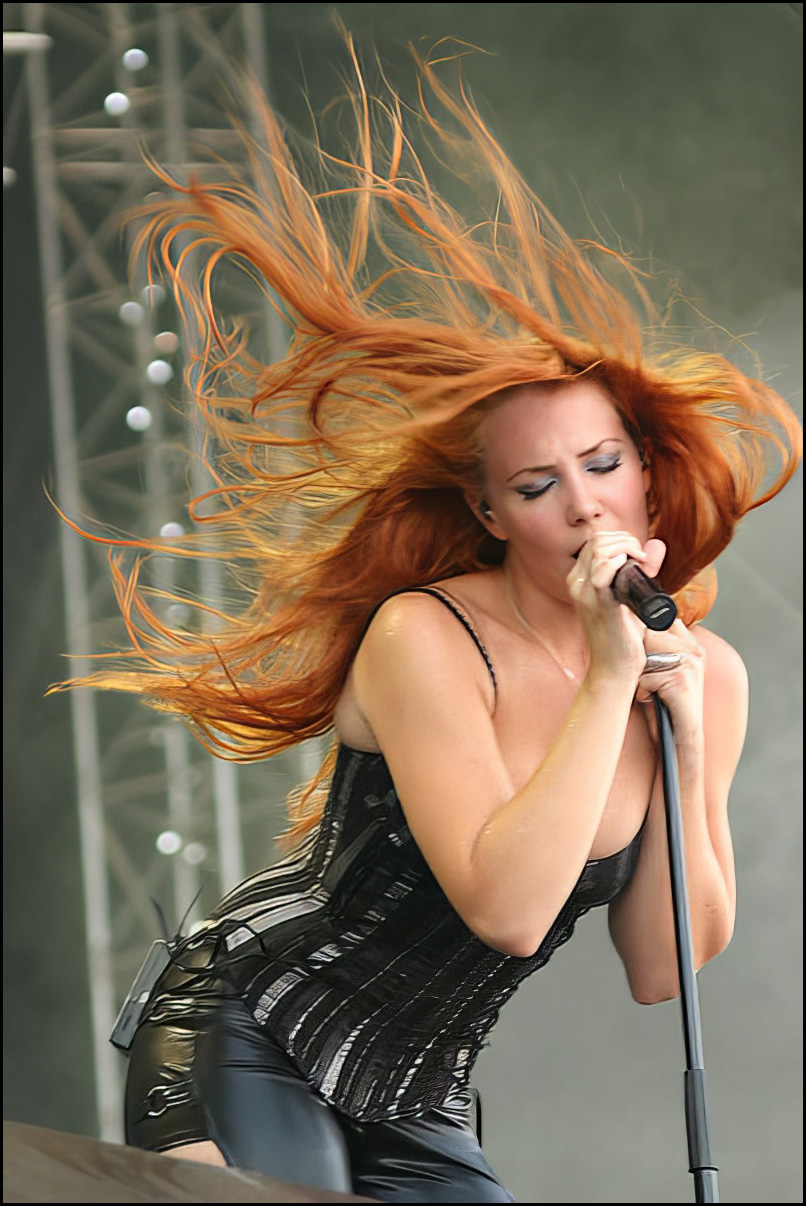
Simone Simons van Epica op M'era Luna 2004

M'era Luna is een tweedaags festival en het vervolg op het Duitse Zillo-festival (van een groot alternatief muziekblad in Duitsland). Het festival wordt georganiseerd door FKP Scorpio Konzertproduktionen GmbH
Het festival is altijd in het tweede weekend van augustus. Vrijdagavond en zaterdagavond zijn in een 2e hangar discoavonden met gothic-, electro-, ebm- en industrialmuziek, georganiseerd door Sonic Seducer
Het festival is, afgezien van de naam, hetzelfde van opzet als zijn voorganger en vindt plaats op het vliegveld van Hildesheim (Nedersaksen – Noord-Duitsland). Op dit vliegveld staat een buitenpodium (de Hauptbühne) en in een hangar een binnenpodium. Het festival heeft opvallend veel succes in zijn thuisland en is met zijn meer dan 22.000 bezoekers een van de grootste festivals op de 'Schwarze Szene'.
Het logo van M'era Luna (een volle maan) is een bewerking van Le voyage dans la lune, een film uit 1902 van Georges Méliès.
Op de actuele versie van Google Earth is het festival zichtbaar.
In 2011 won het festival een LEA Live Entertainment Awards in de categorie beste festival.

## Edities

### 2000
Aenima, Anathema, And One, Anne Clark, Diary Of Dreams, Dkay.com, Estampie, Evil's Toy, Faith and the Muse, Fields of the Nephilim, Funker Vogt, Haggard, HIM, Illuminate, L’Âme Immortelle, Letzte Instanz, Lithium, Marc Almond, Merlons, Mila Mar, Near Dark, Oomph!, Phillip Boa & The Voodooclub, Project Pitchfork, Rosenfels, Stromkern, Suicide Commando, The 69 Eyes, The Cassandra Complex, The Godfathers, The House of Usher, The Mission, The Sisters of Mercy, Tiamat, Umbra et Imago, Unknown, Velvet Acid Christ, VNV Nation, Zeromancer

### 2001
Apoptygma Berzerk, Atrocity, Beborn Beton, Clan of Xymox, Covenant, De/vision, Escape with Romeo, Fading Colours, Gary Numan, Goethes Erben, Icon of Coil, In Strict Confidence, Inkubus Sukkubus, Inscape, Justin Sullivan, Lacuna Coil, L’Âme Immortelle, Letzte Instanz, Lucyfire, Marilyn Manson, Melotron, Mesh, Obsc(y)re, Paradise Lost, Pinko Star, Poems for Laila, S.P.O.C.K, Schock, Star Industry, Subway to Sally, Terminal Choice, The 69 Eyes, The Cult, The Inchtabokatables, Theatre of Tragedy, Toy, Wolfsheim, Yvonne, Z.e.t.a. X, Zeromancer,

### 2002
After Forever, Angels & Agony, Assemblage 23, Ataraxia, Blutengel, Care Company, Carpe Diem, Culture Kultür,
Das Ich, Elusive, Funker Vogt, HIM, Hocico, Ikon, In Extremo, L’Âme Immortelle, London after Midnight, Nosferatu,
Oomph!, Pinkostar, Pzycho Bitch, Rosenfels, Schandmaul, Seabound, Soft Cell, Sonar, Suicide Commando, Sulpher, Tanzwut, The 69 Eyes, The Bloodflowerz, The Cascades, The Gathering, The Sisters of Mercy, Therion, VNV Nation,
Welle:Erdball, Within Temptation, Z.e.t.a.X, Zeraphine

### 2003
After Forever, Apocalyptica, Apoptygma Berzerk, Autumn, Blutengel, Camouflage, Chillburn, Colony 5, Deine Lakaien, Diary Of Dreams, Dive,
Evereve, Gothminister, Haujobb, Hekate, Illuminate, In Strict Confidence, Killing Joke, Lithium, Melotron, Mesh, Mila Mar, Ncor, Neuroticfish, Nightwish, Phillip Boa & The Voodooclub feat. Pia Lund, Placebo, Project Pitchfork, Qntal, Red Lorry Yellow Lorry, [:SITD:], Subway to Sally, Terminal Choice, The Breath of Life, The Crüxshadows, Unheilig, Wayne Hussey, Within Temptation, Xandria, Zeraphine

### 2004
Anne Clark, ASP, Blutengel, Chamber, Cold, Lacrimosa, Covenant, De/vision, Decoded Feedback, Elis, Epica, Exilia, Fiddler's Green, Fixmer/McCarthy, Flowing Tears, Funker Vogt, Gothminister, Icon of Coil, In Extremo, In Strict Confidence, L’Âme Immortelle, Oomph!, Pink Turns Blue, Rotersand, Saltatio Mortis, Samsas Traum, Schandmaul, Soman, Suicide Commando, The Eternal Afflict, The Fair Sex,
The Faith And The Muse, The Mission, Therion, Tristania, Umbra et Imago, Warren Suicide, Welle:Erdball, Within Temptation, Wolfsheim

### 2005
Amduscia, Atrocity, Autumn, Cephalgy, Combichrist, Deine Lakaien, Diary Of Dreams, Faun, Flesh Field, Gåte, Hocico, In Mitra Medusa Inri, KiEw, Klimt 1918, Lacuna Coil, Leaves Eyes, Limbogott, Melotron, Mesh, Negative, NFD, Osiris Taurus, Potentia Animi, Qntal, Schandmaul, Scream Silence, [:SITD:], Skinny Puppy, Staubkind, Subway to Sally, The 69 Eyes, The Birthday Massacre, The Crüxshadows, The Klinik, The Neon Judgement, The Sisters of Mercy, The Vision Bleak, Trisomie 21, VNV Nation, Zeraphine

### 2006
Apoptygma Berzerk, ASP, Bauhaus, Blutengel, Clan of Xymox, De/vision, Deathstars, Die Krupps, Dope Stars Inc., Elane, Epica, Front Line Assembly, Funker Vogt, Girls under Glass, Gothminister, In Extremo, In Strict Confidence, Letzte Instanz, Liv Kristine, Lluther, Mesh, Midnattsol, Ministry, Mona Mur feat. St. Claire, Nitzer Ebb, Northern Lite, Regicide, Rotersand, Samsas Traum, Solitary Experiments, Soman, Sono, Spetsnaz, Terminal Choice, The Birthday Massacre, The Gathering, Tristania, Unheilig, Within Temptation, XPQ-21

### 2007
32 Crash, And One, Angels & Agony, Animal Alpha, Anne Clark, Assemblage 23, Big Boy, PESTICIDE, Client, Covenant, Cultus Ferox, Deine Lakaien und Die Neue Philharmonie Frankfurt, Diorama, Dir en grey, Down Below, Emilie Autumn, Fair to Midland, IAMX, Implant, Jesus on Extasy, Krypteria, Lacrimas Profundere, Lola Angst, My Dying Bride, Necro Facility, Nosferatu, Pain, Proceed, Rabia Sorda, Schandmaul, Skinny Puppy, Suicide Commando, The 69 Eyes, The Crüxshadows, The Jesus and Mary Chain, The Lovecrave, Tool, Warren Suicide, Welle:Erdball

### 2008
Agonoize, Apoptygma Berzerk, ASP, Blitzkid, Christian Death, Cinema Strange, Combichrist, DAF, Delain, DIN (A) TOD, Eisbrecher, Elegant Machinery, Elis, End of Green, Epica, Fields of the Nephilim, Frank the Baptist, Front 242, Hocico, Irfan , Klimt 1918, Lacrimas Profundere, Mesh, Mono Inc, Moonspell, New Model Army, Ordo Rosarius Equilibrio, Painbastard, Paradise Lost, Rabenschrey, Red Lorry Yellow Lorry, Relflexion, Saltatio Mortis, Samael, Tanzwut, The Legendary Pink Dots, The Other, The Vision Bleak, Unheilig, VNV Nation

### 2009
Apocalyptica, Ashbury Heights, Blutengel, Deathstars, De/Vision, Die Apokalyptischen Reiter, Die Form, Frozen Plasma, Grendel, Heimataerde, IAMX, Jesus on extasy, Krypteria, Letzte Instanz, L’Âme Immortelle, Lola Angst, Mina Harker , Nachtmahr, Nightwish, Oomph! , Heppner, Schelmish, Scream Silence, SITD, Spetsnaz, Star Industry, Subway to Sally, The Birthday Massacre, The Cruxshadows, The Prodigy, Tiamat, Tyske Ludder, Untoten, Alexander Veljanov, Whispers in the Shadow, Zeraphine, Zeromancer

### 2010
Agonoize, Ambassador 21 ,Amduscia, Angelspit, Brendan Perry, Celine And Nite Wreckage, Colony 5, Combichrist, Crematory, Das Ich, Editors, Eluveitie, Faith and the Muse, Feindflug, Hanzel und Gretyl, Illuminate, In Extremo, Lacrimas Profundere, Laibach, Leandra, Nitzer Ebb, Placebo, Punish Yourself, Rabenschrey, Rotersand , Qntal, Saltatio Mortis, Samsas Traum, Skinny Puppy, Stolen Babies, The 69 Eyes, The Other, The Sisters of Mercy, Unheilig, Zeraphine

### 2011
A Life Divided, Apocalyptica, ASP, Atari Teenage Riot, Blind Passenger, Blutengel, Coppelius, End Of Green, Equilibrium, Fetisch:Mensch, Funker Vogt, Gothminister, Hurts, Julien–K, Klutæ, Leaves´ Eyes, Mesh, Mirrors, Mono Inc., My Dying Bride, Nachtmahr, Omnia, Patrick Wolf, Project Pitchfork, Tanzwut, Teufel, The Beauty Of Gemina, The Mission Veo, Tiamat, Tying Tiffany, VNV Nation, Within Temptation

### 2012
Amduscia, De/Vision, Diary Of Dreams, Eisbrecher, Faun, Faderhead, Fields of the Nephilim, Heimataerde, Hocico, In Extremo, Jäger 90, KMFDM, Lacrimas Profundere, Lahannya, Leather Strip, Les Jupes, Letzte Instanz, Noisuf-x, Placebo, Rabia Sorda, Roterfeld, Rotersand, Schandmaul, Subway to Sally, Suicide Commando, Welle:Erdball

### 2013
Apoptygma Berzerk, ASP, SITD:, Clan Of Xymox, Coppelius, Deine Lakaien, Diorama, Eisenfunk, End Of Green, Front 242, Haujobb, HIM, IAMX, Kirlian Camera, Lord of the Lost, Mono Inc., Nachtmahr, Nightwish , Ost+Front, Saltatio Mortis, Tanzwut, The Crüxshadows, The Klinik, Unzucht

### 2014
Ambassador21, And One, ASPS von Zaubererbrudern, Chrom, Combichrist, Covenant, DAF, Darkhaus, Das Ich, DE/VISION, Deine Lakaien, Die Krupps, Faun, Feuerschwanz, Heimataerde, Henke, Hocico, Ignis Fatuu, In Extremo, Lacrimas Profundere, Letzte Instanz, Leather Strip, Marilyn Manson, Meinhard, Microclocks, Neuroticfish, Paradise Lost, Rabia Sorda, Solar Fake, Solitary Experiments, Spetsnaz, Stahlmann, Subway to Sally, Sunderklang, The Beauty of gemina, Within Temptation, X-RX

### 2015
Anne Clark, ASP, Assemblage 23, Blutengel, Coppelius, Dope Stars Inc., Einstürzende Neubauten, Frozen Plasma, In Strict Confidence, Joachim Witt, L'âme Immortelle, Lord of the Lost, Melotron, Merciful Nuns, Mono Inc, Nachtmahr, Nightwish, Ost+Front, Rob Zombie, Saltatio Mortis, Suicide Commando, Tanzwut, Tying Tiffany, Unzucht, Versengold